# Georges Rouault

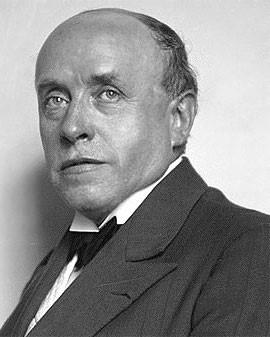
Georges Rouault omstreeks 1920

Georges Rouault (Parijs, 27 mei 1871 - aldaar, 13 februari 1958) was een Franse expressionistische en fauvistische schilder. 
Georges Rouault werd geboren in een vrij arme familie. Zijn moeder stimuleerde zijn liefde voor kunst en in 1885 ging hij in de leer bij een glasschilder en restaurator. Gedurende deze tijd nam hij ook avondlessen aan de School of Fine Arts en in 1891  begon hij een opleiding aan de École des Beaux Arts. Hij studeerde daar onder Gustave Moreau wiens favoriete leerling hij werd.
Rouaults vroege werk laat in zijn kleurgebruik symbolistische invloeden zien die waarschijnlijk het gevolg waren van Moreaus invloed. Toen Moreau in 1898 stierf werd Rouault gekozen als conservator van het Moreau Museum in Parijs.
Rouault leerde ook Henri Matisse, Albert Marquet, Henri Manguin en Charles Camoin kennen. Deze vriendschappen brachten hem in aanraking met het Fauvisme. 
Vanaf 1895 nam hij deel aan publieke exhibities, waaronder de Salon d’Automne, waar schilderijen met religieuze onderwerpen, landschappen en stillevens tentoon werden gesteld. Georges Rouaults schilderstijl verschilt sterk met die van Matisse ondanks dat ze beiden leden van Les Fauves waren. 
Zijn scholing als glasschilder zorgde ervoor dat hij meer dan Matisse klaar was om Gauguins liefde voor middeleeuwse kunst te delen. Deze scholing wordt ook gezien als bron voor zijn stijl van dikke zwarte contourlijnen en heldere kleuren. Rouault gebruikte sterke contrasten en emoties. Zijn werk lijkt sterk beïnvloed door Vincent van Gogh en Paul Gauguin. Het benadrukken van groteske trekken en emoties inspireerde expressionistische schilders.
In 1907 maakte Rouault een serie schilderijen met hoven, clowns en prostituees als onderwerp. Deze werken werden ontvangen als morele en sociale kritiek. Hij voelde zich aangetrokken tot spiritualisme en het dramatische existentialisme van de filosoof Jacques Maritain, die de rest van zijn leven een goede vriend bleef. Hierna legde hij zich toe op christelijke onderwerpen en thema's. De menselijke natuur is in al zijn werk een focus van interesse. 
In 1910 werden zijn werken voor het eerst tentoongesteld in de Druet Galerie. Hier werden zijn werken bestudeerd door de Duitse kunstenaars uit Dresden die later de kern van het expressionisme vormden. Zij werden hierdoor sterk beïnvloed.
Vanaf 1917 legde hij zich geheel toe op het schilderen. Hij haalde zijn inspiratie uit religie, met name het thema van het lijden van Christus. Hij was overtuigd katholiek en bezat van de mens een dramatisch en somber beeld. Hij had zijn hoop gevestigd op een opleving van het christendom. In 1930 begon Rouault in het buitenland te exposeren, met name in Londen, New York en Chicago. In 1948 werd de serie Miserere tentoongesteld. 
Tegen het einde van zijn leven verbrandde hij 300 van zijn schilderijen  (geschatte waarde: meer dan een half miljard francs). 

## Enkele werken
- Clown (1904)
- Voor de spiegel
- Gentil Bernard
- Het heilige aangezicht (1933)